# Digitogenin
Digitogenin ist ein Steroid und das Aglycon des Digitonins aus dem Roten Fingerhut.

## Vorkommen

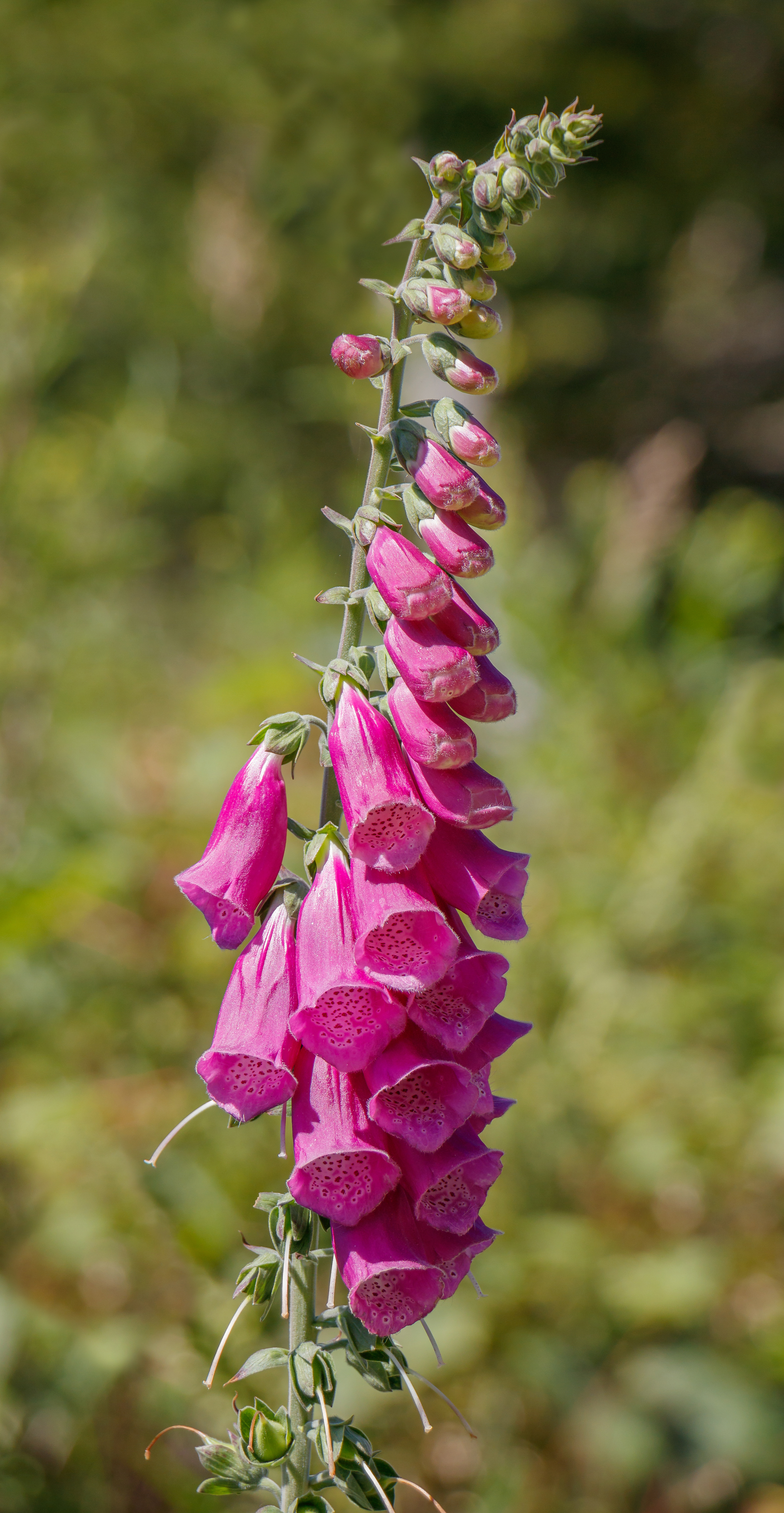
Roter Fingerhut (Digitalis purpurea)

Digitogenin ist das Aglycon des Digitalis-Glycosids Digitonin, das im Roten Fingerhut vorkommt. Im Digitonin trägt das Digitogenin eine Zuckerkomponente aus fünf Monosaccharid-Einheiten.

## Herstellung
Digitogenin kann aus Digitonin hergestellt werden, indem dieses mit heißer Salzsäure hydrolysiert wird. Dabei werden die Zuckereinheiten abgespalten.

## Eigenschaften
Digitogenin kristallisiert in farblosen Nadeln. Es ist gut löslich in Chloroform und mäßig in Diethylether. In kaltem Ethanol ist es schlecht, in kochendem aber gut löslich. In Wasser ist es praktisch nicht löslich. Digitogenin ist giftig und verursacht Übelkeit. Außerdem wirkt es stark hämolytisch.